# Airion
Airion és un municipi francès, situat al departament de l'Oise i a la regió dels Alts de França. L'any 1999 tenia 470 habitants.

## Situació
Airion es troba a prop de la zona urbana de Clermont de l'Oise, no gaire lluny de Fitz-James.

## Administració
Airion forma part del cantó de Clermont, que al seu torn forma part de l'arrondissement de Clermont. L'alcaldessa de la ciutat és Noëlla Molina (2001-2008).

## Llocs d'interès
- Una església dels segles XV i xvi amb un campanar inclinat.